# 篠崎宏道
篠崎 宏道（しのざき ひろみち）は、和歌山県出身の元アマチュア野球選手である。ポジションは内野手、外野手。

## 来歴・人物
市立和歌山商業高等学校では、左翼手として活躍し、1977年の全国高校野球大会の和歌山県予選の準決勝でエースの木下透がいる田辺高校に敗れて、甲子園出場を果たすことができなかった。高校卒業時には、近畿大学に進学する。
近大では、三塁手として出場し、打線の一角に加わる。関西六大学野球リーグでは、1981年の春季リーグでは、関西大学を破り、優勝に貢献した。同年の秋季リーグでも関大を破り、優勝を果たした。同年の全日本大学野球選手権大会にも出場したが、チームは決勝で明治大学に敗れた。
1981年のドラフト会議で近鉄バファローズから4位指名されたが入団を拒否し、大学卒業後は、松下電器に入社する。1991年の都市対抗野球では、10年連続選手に選ばれた。
引退後は、大阪府立大学野球部やパナソニックでコーチを務めた。